# Stiftsruine St. Georg (Goslar)

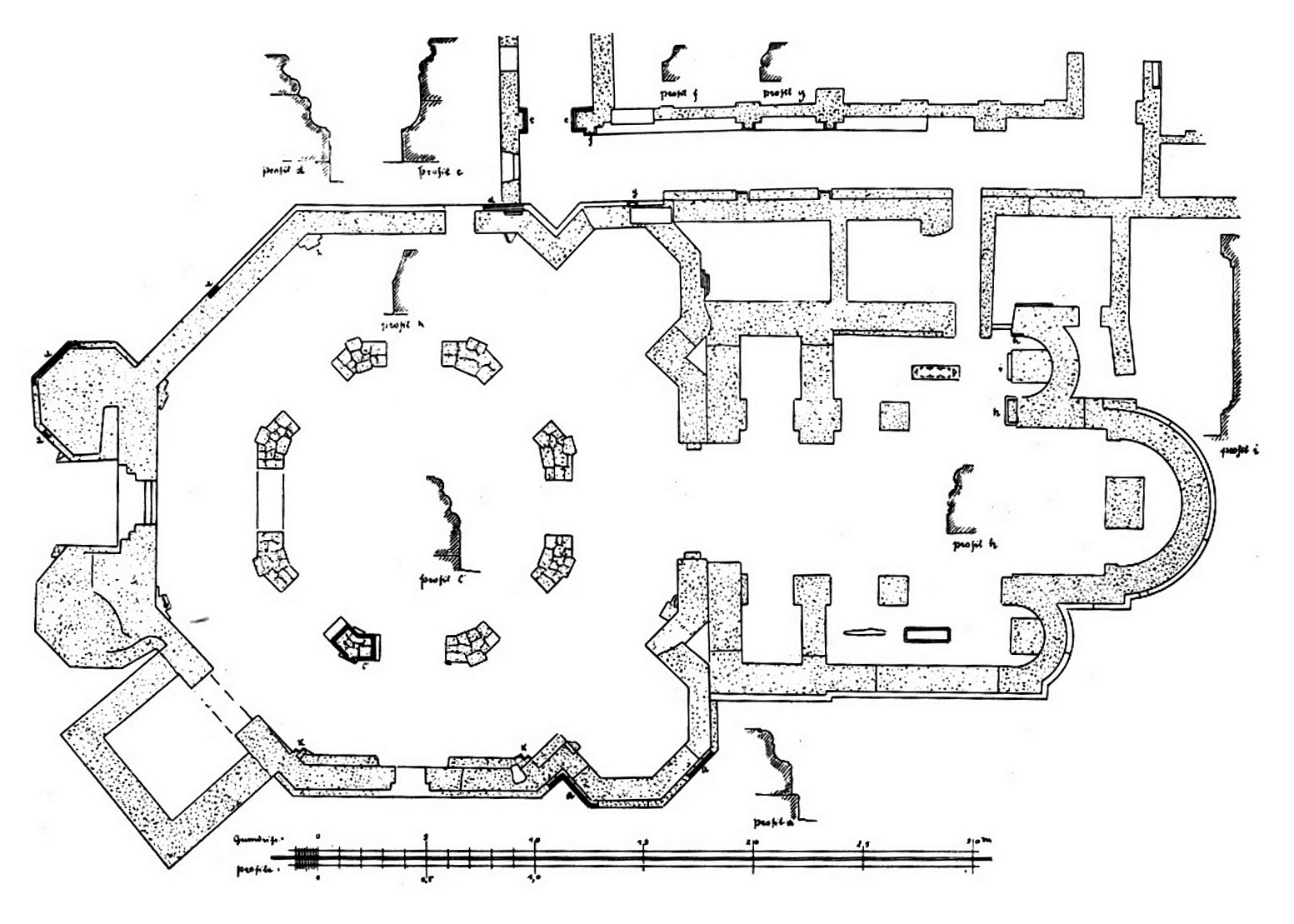
Grundriss der Stiftskirche St. Georg in Goslar nach den Grabungsergebnissen von 1875 bis 1885

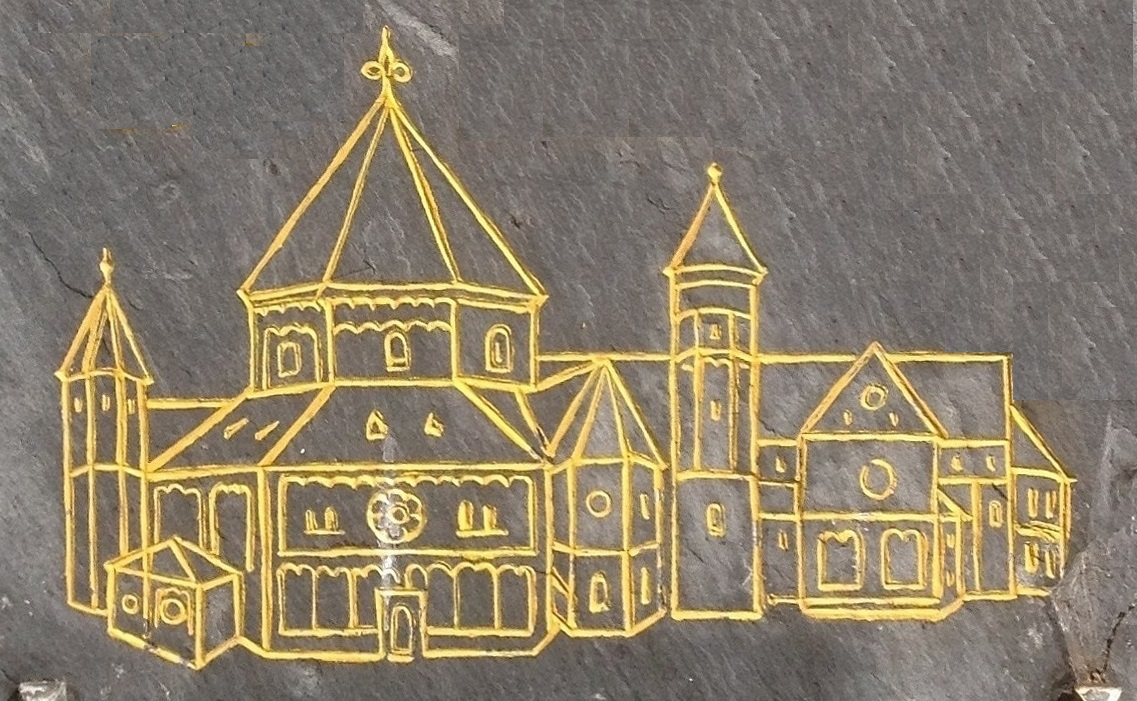
Rekonstruktionsskizze auf der Infotafel, Darstellung von Süden

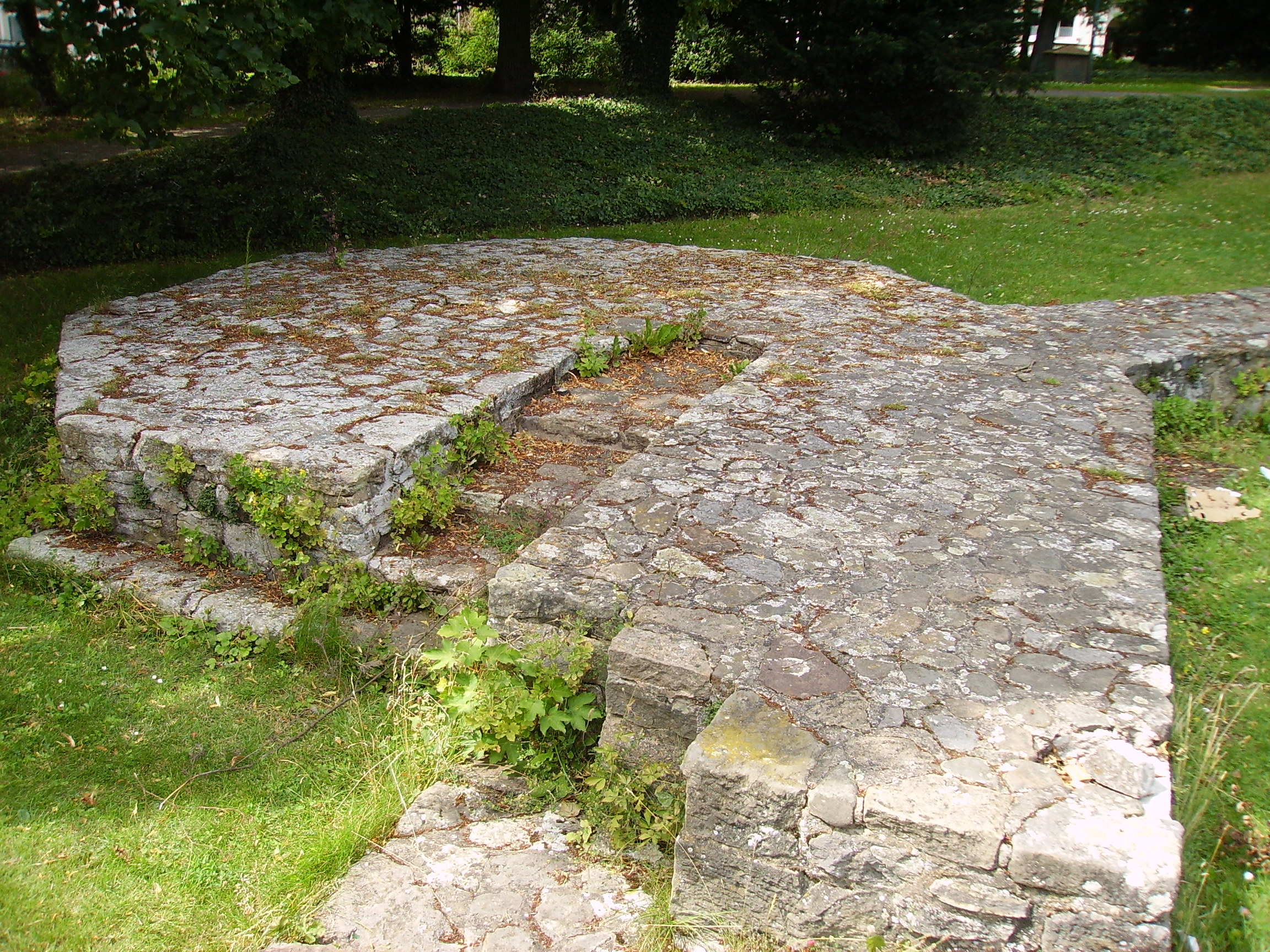
Turmfundament nordwestlich des Oktogonportals

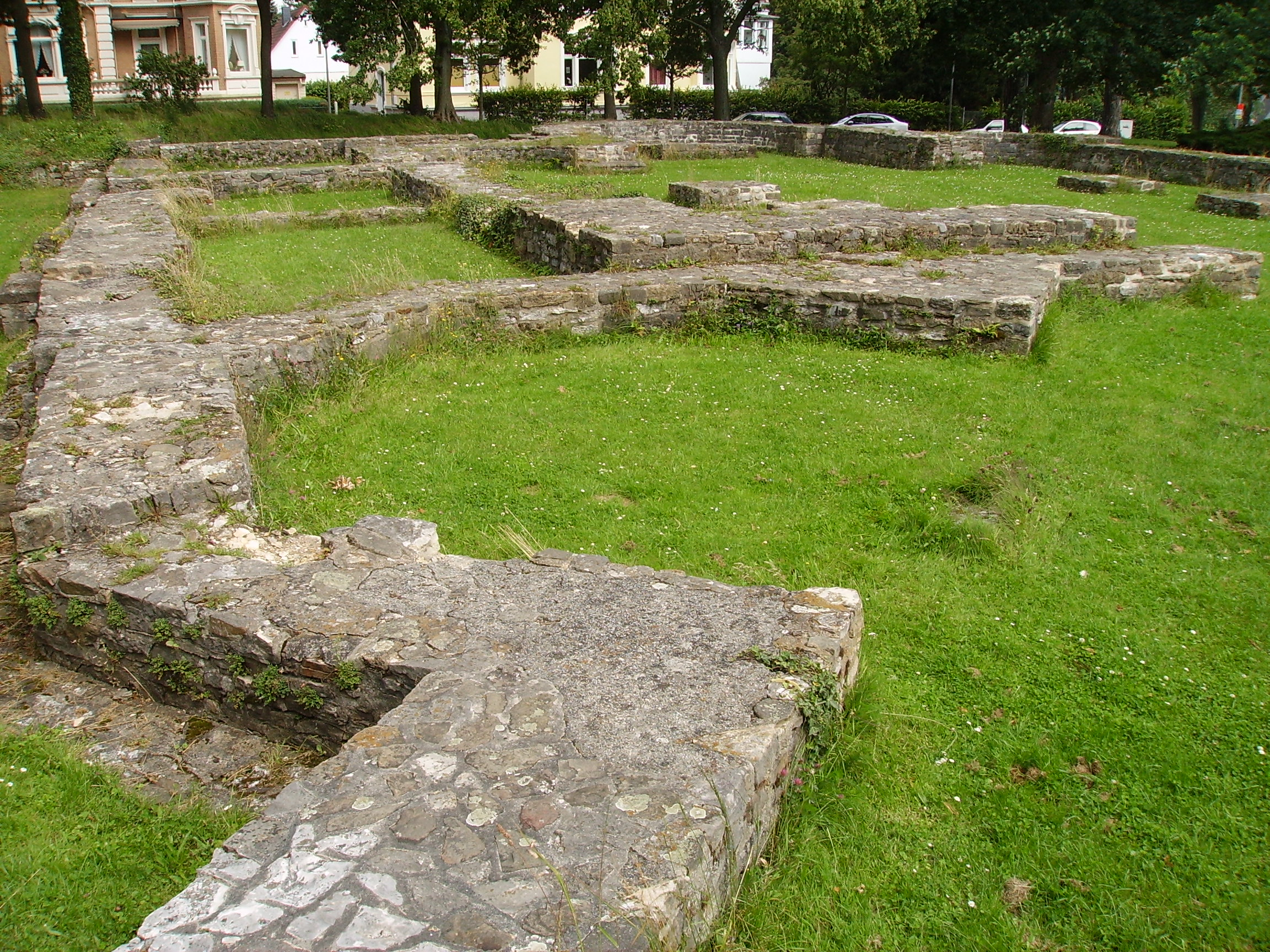
Nordöstliche Apsis des Oktogons (im Hintergrund Nebengebäude und Choranbau)

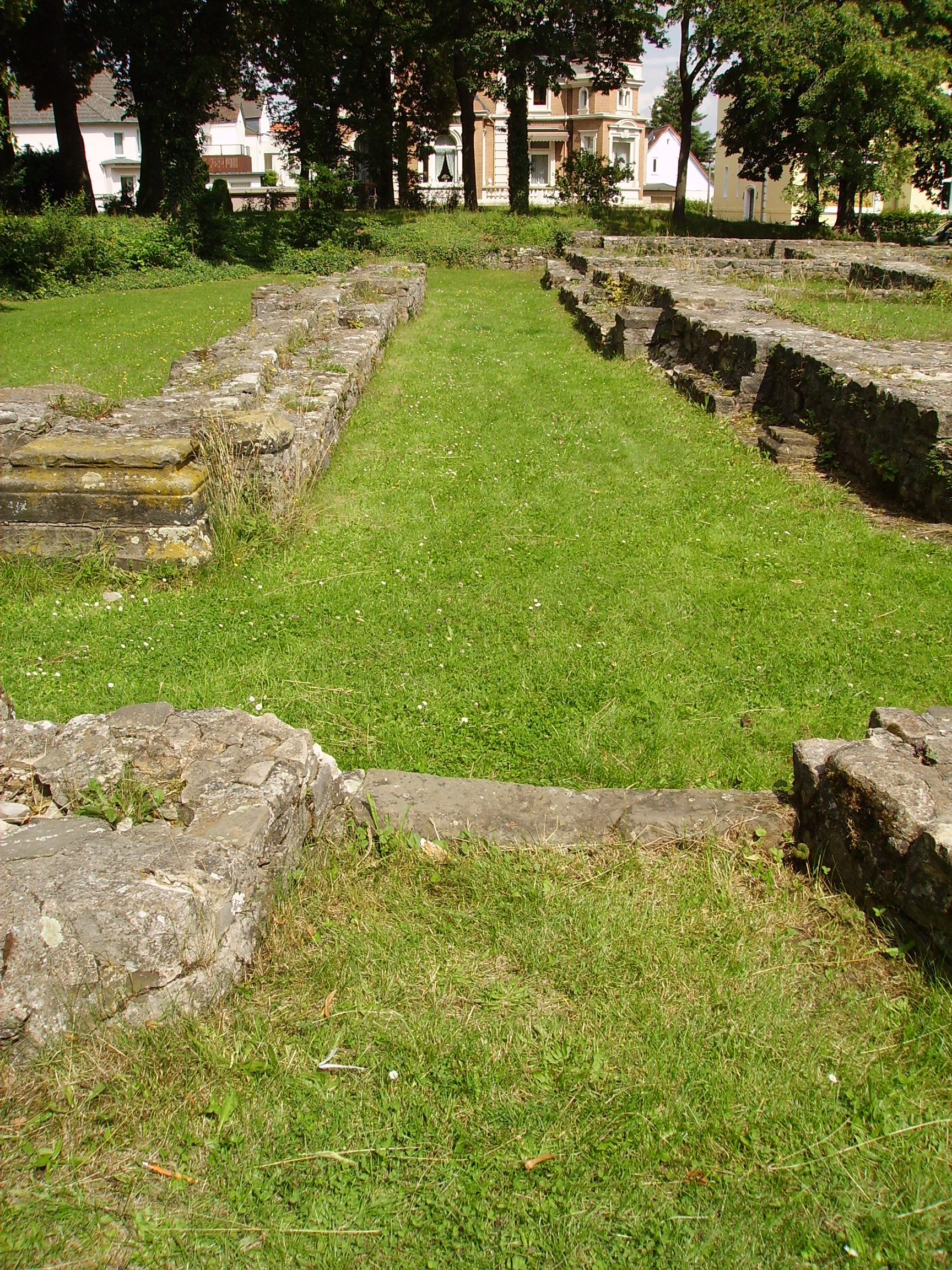
Kreuzgang (Südgang)

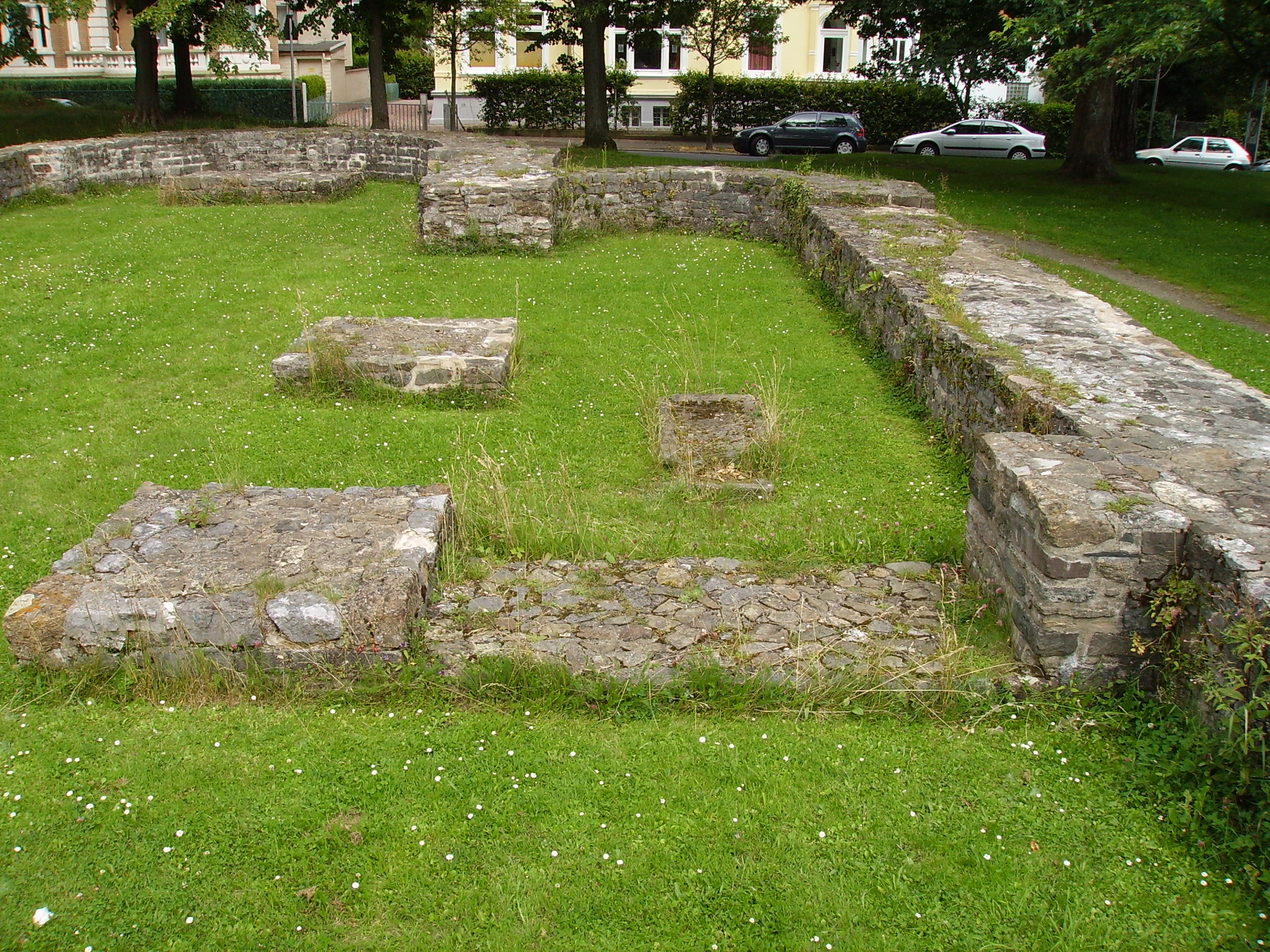
Choranbau (Südlicher Nebenchor)

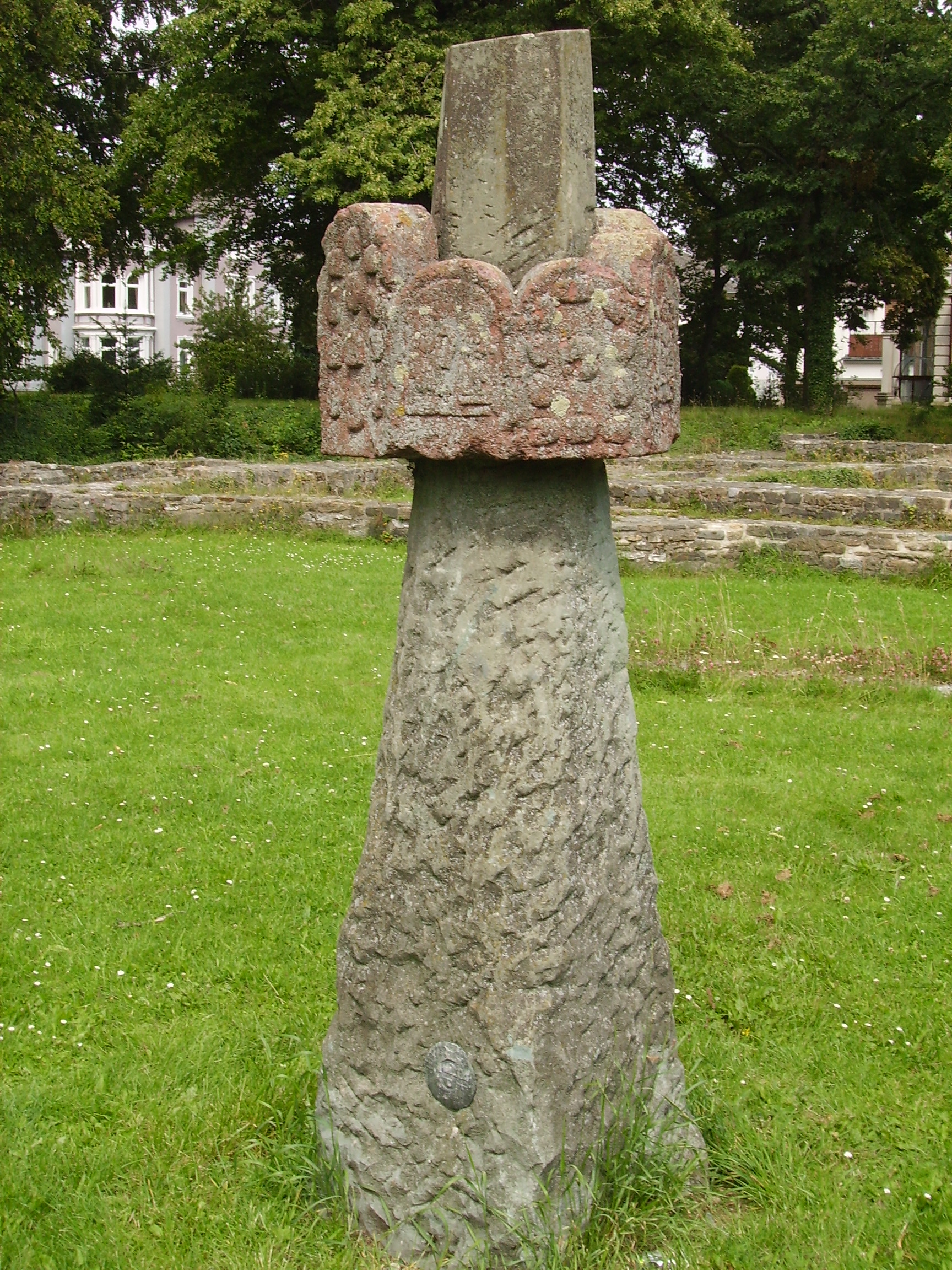
„Kaiser“-Säule

Die Stiftsruine St. Georg in Goslar geht auf eine Stiftsgründung Kaiser Konrads II. auf dem nördlich die Altstadt Goslars überragenden Georgenberg zurück. Die Stiftsgebäude, bei den Goslarer Unruhen 1527 niedergebrannt, sind fast vollkommen verschwunden, lediglich Fragmente der Grundmauern sind erhalten. Diese können frei besichtigt werden.

## Geschichte
Die Geschichte des dem heiligen Georg geweihten Stifts ist eng mit der Familie der Salier verknüpft. Das Totenverzeichnis des Stifts nennt Konrad II. als „fundator primus“, also ersten Gründer, Heinrich IV. als „zweiten Gründer“ und Heinrich V. als „besonderen Wohltäter“. Diese Entwicklung lässt sich anhand der archäologischen Funde nachvollziehen, obgleich die Salier auf noch ältere Vorgängerbauten zurückgreifen konnten.

### Vorgängerburg
Die Existenz einer Burganlage auf dem Georgenberg ist unumstritten, aber ihr Charakter und ihre Datierung ist Gegenstand von Kontroversen. Eine frühere Hypothese, dass sich hier ein Vorgänger der Goslarer Kaiserpfalz befunden hatte, wird mittlerweile einhellig abgelehnt.
Aufgrund der im Bereich des Georgenbergs vorkommenden Flurnamen wird eine aus der Chronik des Thietmar von Merseburg bekannte „Alaburg“ von einigen Forschern hier lokalisiert. Darin wird sie als Reichsburg im Lehnsbesitz von Graf Eckbert dem Einäugigen erwähnt. Im Streit um die deutsche Königskrone zwischen Otto III. und Heinrich dem Zänker, Herzog von Bayern, stand dieser auf der Seite Heinrichs. Die Unterstützer Ottos eroberten 984 die Alaburg. Es gibt keine Nachricht von einem Wiederaufbau der Burg.
Eine erste konkrete Erwähnung einer Burg auf dem Georgenberg erscheint in der Chronik des Stiftes St. Simon und Judas in Goslar aus dem ausgehenden 13. Jahrhundert. Dort wird von einer Zerstörung des „slot“ der Herzöge von Sachsen auf dem Georgenberg berichtet, ohne dass ein Datum oder ein Kontext genannt wird. Möglicherweise existiert eine Verbindung zu einer Nachricht aus dem Jahr 1167, nach der Markgraf Albrecht I. von Meißen und Erzbischof Wichman von Magdeburg ein „Haus“ von Heinrich dem Löwen nahe Goslar zerstört haben sollen. Laut der allerdings unzuverlässigen Goslarer Domchronik stand auf dem damals „Sassenberg“ genannten Georgenberg eine von König Heinrich I. errichtete Burg (= Sassenburg?), die unter Konrad II. in ein Kloster umgewandelt, bzw. 1063 zerstört wurde.
Noch eine andere Version wird von Heineccius in seiner Antiquitates Goslarienses von 1707 vertreten, laut der Heinrich I. 934 auf dem Georgenberg eine Burg mit Kapelle erbaut haben soll.

### Die ältesten Baureste
Bei Ausgrabungen in den Jahren 1963/64 hat sich, neben einigen wenigen noch älteren Bebauungsspuren, ein dem ersten Drittel des 10. Jahrhunderts zugehöriger, etwa 18,50 Meter langer Saalbau mit Ostapsis und Westempore als ältester Baukörper erwiesen.
Dieser entspricht typologisch Pfalz- und Burgkapellen des 10. Jahrhunderts. Einige in Lehm gesetzte Mauern verlaufen unter den Fundamenten der Stiftskirche und können somit hypothetisch zu einer vorangegangenen Burganlage gehören.

### Das Oktogon Konrads II.
Westlich dieser Kapelle aus dem 10. Jahrhundert wurde um 1025 von Konrad II., die Ost-West-Achse der Kapelle aufnehmend, ein eingewölbtes Oktogon ähnlich der Aachener Pfalzkapelle errichtet. Die Nord-Süd-Ausdehnung des Oktogons betrug an der Außenseite etwa 27 Meter. Innen befand sich ein ebenfalls oktogonaler Kernraum von etwa 11 Metern Innendurchmesser mit acht abgeknickten Pfeilern. Zwischen dem äußeren und dem inneren Oktogon befand sich ein etwa 4,50 Meter breiter Umgang.
Im Westen beschlossen zwei oktogonale Türme den Bau, dazwischen befand sich als Hauptzugang ein abgetrepptes Portal. Vor dem Portal soll sich nach einigen Quellen ein Paradies befunden haben, dies konnte archäologisch allerdings nicht nachgewiesen werden. An die beiden östlichen Schrägseiten schlossen sich im 5/8-Schluss ebenfalls oktogonale Apsiden an. Die gerade Ostseite beschloss eine halbkreisförmige Apsis, die bis unmittelbar an die Westseite der bereits vorhandenen älteren Kapelle reichte.

### Der Choranbau Heinrichs IV.
Im Zeitraum zwischen 1065 und 1073 wurde unter Heinrich IV. diese alte Kapelle zu einem zweigeschossigen, dreischiffigen Choranbau umgestaltet. Dabei wich die halbkreisförmige Ostapsis des Oktogons einem Westriegel mit einem quadratischen zentralen und zwei kleineren, ebenfalls quadratischen, äußeren Türmen. Durch diesen Bau, der unmittelbar an die Ostseite des Oktogons angeklinkt wurde, wurde einerseits ein Durchgang zum Oktogon geschaffen, andererseits konnte so der Wölbungsdruck des Oktogons aufgenommen werden. Im Zentralturm befand sich möglicherweise eine Empore, auf die man über die beiden äußeren Treppentürme gelangte. An diesen Westriegel schloss sich ein Hauptchor mit Ostapsis und zwei Nebenchöre mit gegenüber der Hauptapsis um etwa 6 Meter zurückgesetzten Ostapsiden an. Der Choranbau hatte eine Länge (Ost-West) von etwa 23 Metern und eine Breite (Nord-Süd) von etwa 18 Metern.
Das gesamte Bauwerk (Oktogon und Choranbau) war nun etwa 55 Meter lang und maximal etwa 27 Meter breit.
Möglicherweise war bei diesem Umbau, wie beim Bau der nahegelegenen Harzburg, Bischof Benno II. von Osnabrück der verantwortliche Baumeister.

### Der Kreuzgang Heinrichs V.
Im Jahr 1108 schenkte Heinrich V. das bis dato reichsfreie Stift dem Hochstift Hildesheim und stattete es mit einigen Gütern aus. Weitere Güter erhielt das Stift von Heinrich 1120, um ganz gezielt weitere Ausbauten finanzieren zu können. Dabei handelte es sich wohl um den Bau des Kreuzgangs und einiger Nebengebäude, beispielsweise zwischen Kreuzgang und Choranbau. Für 1128 ist die Weihe dieser Erweiterungsbauten bezeugt. Vom Kreuzgang sind heute noch die Fundamentreste des Südgangs erhalten.

### Die weitere Geschichte des Stifts
Zwischen 1124 und 1128 übernahmen die Augustiner-Chorherren das Stift.
1145 soll es einen größeren Brand im Stift gegeben haben, die Steterburger Annalen berichten von einem glänzenden Wiederaufbau unter Propst Gerhart.
1484/86 wurde das Stift im Zuge der „Großen Hildesheimer Fehde“ stark beschädigt, aber vom Hildesheimer Bischof wieder in Stand gesetzt.
Am 22. Juli 1527 entschieden die Goslarer Bürger, das Stift niederzubrennen und die Brandruine bis auf die Grundmauern zu schleifen. Sie wollten dadurch verhindern, dass Herzog Heinrich der Jüngere von Braunschweig-Lüneburg die strategisch günstige Lage des Stifts dazu nutzte, die Stadt im Zuge der Reformationsauseinandersetzungen von dort aus anzugreifen. Das gleiche Schicksal ereilte das Petersstift, das Heilig-Grab-Kloster und die St.-Johannes-Kirche. Seither blieb vom Stift nur die Ruine übrig. Der Konvent der Augustiner-Chorherren übersiedelte in das Stiftsvorwerk Grauhof, das zum neuen Kloster ausgebaut wurde, und bestand dort mit Unterbrechungen bis 1803.
Eine erste archäologische Untersuchung fand in den Jahren 1875 bis 1885, eine zweite, unter der Leitung von Günther Borchers (s. Lit.), 1963/64 statt. Erst durch diese zweite Ausgrabung wurde die oben beschriebene Baureihenfolge ermittelt. So wurde beispielsweise die halbkreisförmige Apsis an der Ostseite des Oktogons in der ersten Grabung nicht erkannt und fehlt daher auch auf dem abgebildeten Grundriss.
Seit 1980 steht im Zentrum des Oktogons die „Kaiser“-Säule des Oldenburger Bildhauers Eckhart Grenzer. Die Krone wurde von dem Steinbildhauer symbolisch der alten römisch-deutschen Reichskrone nachgebildet. Am Säulenschaft befindet sich ein Bleisiegel mit den Insignien des Künstlers.